# Elecciones a la Asamblea de Extremadura de 2003
Las Elecciones a la Asamblea de Extremadura de 2003 se celebraron el 25 de mayo. Con un censo de 881.228 electores, los votantes fueron 687.501 (78,0 %) y 193.727 las abstenciones (22,0 %). El PSOE ganó por mayoría absoluta, y consiguió el nombramiento de su candidato, Juan Carlos Rodríguez Ibarra, como presidente de la Junta.

## Resultados
| ← Elecciones a la Asamblea de Extremadura de 2003 → |                                                                     |                              |         |       |         |     |
| Presidente y gobierno | Partido                                                             | Candidato                    | Votos   | %     | Escaños | +/- |
| - Presidente: Juan Carlos Rodríguez Ibarra - Gobierno: PSOE - Censo: 881.228 - Votantes: 687.501 (78,0%) - Abstención: 193.727 (22,0%) - Válidos: 661.064 - A candidatura: 652.031 (98,6%) | PSOE-Progresistas (PSOE-Prog.)a                                     | Juan Carlos Rodríguez Ibarra | 341.522 | 52,38 | 36b     | +2  |
| - Presidente: Juan Carlos Rodríguez Ibarra - Gobierno: PSOE - Censo: 881.228 - Votantes: 687.501 (78,0%) - Abstención: 193.727 (22,0%) - Válidos: 661.064 - A candidatura: 652.031 (98,6%) | Partido Popular (PP)                                                | Carlos Floriano              | 255.808 | 39,23 | 26      | -2  |
| - Presidente: Juan Carlos Rodríguez Ibarra - Gobierno: PSOE - Censo: 881.228 - Votantes: 687.501 (78,0%) - Abstención: 193.727 (22,0%) - Válidos: 661.064 - A candidatura: 652.031 (98,6%) | Izquierda Unida-Socialistas Independientes de Extremadura (IU-SIEX) | Manuel Cañada                | 41.448  | 6,36  | 3c      | =   |
| - Presidente: Juan Carlos Rodríguez Ibarra - Gobierno: PSOE - Censo: 881.228 - Votantes: 687.501 (78,0%) - Abstención: 193.727 (22,0%) - Válidos: 661.064 - A candidatura: 652.031 (98,6%) | Extremadura Unida (EU)                                              |                              | 12.171  | 1,87  | 0       |     |
| - Presidente: Juan Carlos Rodríguez Ibarra - Gobierno: PSOE - Censo: 881.228 - Votantes: 687.501 (78,0%) - Abstención: 193.727 (22,0%) - Válidos: 661.064 - A candidatura: 652.031 (98,6%) | Partido Humanista (PH)                                              |                              | 3.410   | 0,53  | 0       |     |
| - Presidente: Juan Carlos Rodríguez Ibarra - Gobierno: PSOE - Censo: 881.228 - Votantes: 687.501 (78,0%) - Abstención: 193.727 (22,0%) - Válidos: 661.064 - A candidatura: 652.031 (98,6%) | En blanco                                                           | N/A                          | 9.033   | 1,4   | N/A     | N/A |
| - Presidente: Juan Carlos Rodríguez Ibarra - Gobierno: PSOE - Censo: 881.228 - Votantes: 687.501 (78,0%) - Abstención: 193.727 (22,0%) - Válidos: 661.064 - A candidatura: 652.031 (98,6%) | Nulos                                                               | N/A                          |         |       | N/A     | N/A |

aEn coalición con Coalición Extremeña.

bDe ellos, 2 de PREx-CREx.

cDe ellos, 2 del PCE y 1 del SIEX.

### Investidura del presidente de la Junta de Extremadura
| Candidato                           | Fecha                                                   | Voto       |    |    |   | Total |
| ----------------------------------- | ------------------------------------------------------- | ---------- | -- | -- | - | ----- |
| Juan Carlos Rodríguez Ibarra (PSOE) | 23 de junio de 2003 Mayoría requerida: Absoluta (33/65) | Sí         | 36 |    |   | 36/65 |
| Juan Carlos Rodríguez Ibarra (PSOE) | 23 de junio de 2003 Mayoría requerida: Absoluta (33/65) | No         |    | 26 | 3 | 29/65 |
| Juan Carlos Rodríguez Ibarra (PSOE) | 23 de junio de 2003 Mayoría requerida: Absoluta (33/65) | Abstención |    |    |   | 0/65  |